# Lomustin
Lomustin (Synonyme: Chlorethyl-Cyclohexyl-Nitroso-Urea, abgekürzt CCNU) ist ein zytostatisch wirksamer Arzneistoff aus der Gruppe der Alkylantien (Nitrosoharnstoffe).

## Wirkmechanismus
Nitrosoharnstoffe wie Carmustin oder Lomustin verändern wie alle Alkylantien das Erbgut und machen es unlesbar. Die betroffenen Zellen teilen sich nicht und sterben nach einer gewissen Zeit ab. Das wirkt sich besonders schwerwiegend auf sich schnell teilende Zellen und somit auf Krebszellen aus. Lomustin überwindet die Blut-Hirn-Schranke und lässt sich gegen Hirntumoren einsetzen. Kombinationen mit operativer Entfernung und Bestrahlung sind möglich.
Aufgrund ihrer Wirkung, viele Reparaturmechanismen für die DNA zu unterbinden, wirken Nitrosoharnstoffe stark karzinogen.

## Anwendung in der Humanmedizin

### Anwendungsgebiet
Angezeigt ist Lomustin zur Kombinationstherapie bei Hirntumoren, Morbus Hodgkin, malignen Melanomen und Lungentumoren. Es wird oral verabreicht (Einnahme).

### Nebenwirkungen
- Es kommt häufig zu Knochenmarkschäden, einer verminderten Blutplättchen- und Leukozytenzahl, Übelkeit, Haarausfall. Bei Nitrosoharnstoffen treten diese Nebenwirkungen verzögert auf. Deshalb sind ständige Kontrollen der Blutwerte und Behandlungspausen von ca. 6 Wochen nötig.
- Nierentoxizität
- Besonders bei hohen Dosen ist das Krebsrisiko, speziell für Leukämie und Harnblasentumore erhöht.
- Selten ist eine Verhärtung des Lungenbindegewebes (Fibrose) oder eine nicht-bakterielle Lungenentzündung (Pneumonitis) feststellbar. Daraus ergibt sich oft Atemnot und Sauerstoffmangel.

## Anwendung in der Tiermedizin
Bei Katzen kann der Wirkstoff beim intermediär-großzelligen gastrointestinalen Lymphom eingesetzt werden. Die Wirkung ist vergleichbar mit der anderer Chemotherapie-Protokolle, die Verträglichkeit gut.

## Handelsnamen
Cecenu (D), Ceenu (CH), Lomustin medac (A)